# Moises Padilla
Moises Padilla (in passato Magallon) è una municipalità di quarta classe delle Filippine, situata nella Provincia di Negros Occidental, nella regione di Visayas Occidentale.
Moises Padilla è formata da 15 baranggay:
- Barangay 1 (Pob.)
- Barangay 2 (Pob.)
- Barangay 3 (Pob.)
- Barangay 4 (Pob.)
- Barangay 5 (Pob.)
- Barangay 6 (Pob.)
- Barangay 7 (Pob.)
- Crossing Magallon
- Guinpana-an
- Inolingan
- Macagahay
- Magallon Cadre
- Montilla
- Odiong
- Quintin Remo